# Aerial Assault
Aerial Assault (яп. エアリアルアサルト) — видеоигра жанра шутер, разработанная и выпущенная компанией Sega для игровых систем Sega Master System и Sega Game Gear. Оригинальная версия игры для Sega Master System появилась на североамериканском и европейском рынках в 1990 году, а версия для портативной Sega Game Gear — на североамериканском, европейском и японском рынках в 1992 году.

## Сюжет
Действие игры происходит в XXI веке. Могущественная межгалактическая террористическая организация построила оружие судного дня под названием «EL», способную разрушить озоновый слой Земли и уничтожить тем самым всё человечество. Последней надеждой человечества остаётся реактивный самолёт «Freedom Fighter» (рус. Борец за Свободу), снаряжённый новейшим оружием, и лучший в мире пилот, которому предстоит остановить зловещие планы террористов.
|                                                                             |
|                                                                             |
| Кадры из второго уровня игры для Master System (сверху) и Game Gear (снизу) |

## Геймплей
Aerial Assault представляет собой типичный для третьего поколения шутер с боковым скроллингом без каких-либо отличительных особенностей в стиле игр R-Type, Air Fortress или Gradius. Игрок управляет самолётом-истребителем, перемещающимся по игровым локациям слева направо с заданной скоростью. С правой стороны экрана появляются бесконечные враги: другие самолёты, боевые корабли, роботы и другие. Для противостояния врагам самолёт главного героя снаряжён оружием двух типов — воздух-воздух и воздух-земля (только на Master System). По мере прохождения игры оружие совершенствуется от простых пуль до лазерных лучей и самонаводящихся ракет.
Всего Aerial Assault состоит из четырёх уровней, в конце каждого из которых игроку предстоит встреча с особенно сильным противником — «боссом» уровня.

### Отличие между версиями
Несмотря на идентичный сюжет и схожий геймплей, между версиями игры на Sega Master System и Sega Game Gear существует явные различия в игровом процессе и оформлении, среди которых:
- Внешний вид истребителя на Master System намного реалистичнее.
- В Aerial Assault на Master System самолёт разбивается, касаясь нижней черты экрана в некоторых уровнях, на Game Gear такой опасности нет.
- Различие во внешнем виде противников и оружия. В портативной версии игры отсутствует оружие воздух-земля.
- Aerial Assault на Master System начинается с уровня над тропическими островами, в то время, как на Game Gear ему предшествует уровень в мегаполисе.
- Скорость игры на Master System несколько выше.

## Критика
Особого успеха Aerial Assault не имела и во всех рецензиях получила средние и низкие оценки. По мнению популярного веб-сайта MobyGames средняя оценка оригинальной версии игры составляет всего 42 балла из 100, а коммерческая информационная база данных компьютерных игр для различных платформ Allgame оценила Aerial Assault на Master System в 3,5 звёздочки из 5, а на Game Gear — в 2,5 из 5. Основным недостатком во многих отзывах называлось отсутствие каких-либо оригинальных моментов в игровом процессе и слишком простые для своего времени графика и звук. Так, немецкий журнал Gamers поставил игре в августовском номере 1992 года 7 баллов из 15, назвав Aerial Assault забавной, но недостаточно оригинальной.

### Рецензии
Для Sega Master System:
- Немецкий, посвящённый видеоиграм, веб-сайт Kingdom of Desire поставил Aerial Assault оценку 5/10, в том числе: 4/10 за музыку и звук и 5/10 за графику и геймплей, назвав её «идеальным примером заурядности в мире видеоигр». Геймплей был назван непродуманным, а графика простоватой для своего времени, за исключением оформления второго уровня, где действие разворачивается на фоне живописного заката[8].
- Англоязычный веб-сайт Game Freaks 365 оценил Aerial Assault в 3,2 балла из 10, из которых 6/10 было поставлено графическому оформлению, 4,5/10 музыке и звуковым эффектам, по 2/10 геймплею и оригинальности концепта и по 1,5/10 продолжительности и фактору повторного прохождения (англ. Replay Value). В рецензии сайта игра была названа полным мусором и не сто́ящей потраченного на неё времени. Геймплей игры назван крайне однообразным, несмотря на неплохую графику, а музыкальное сопровождение — абсолютно неудачным[9].

Для Sega Game Gear:
- Обозреватель компьютерных игр веб-сайт HonestGamers поставил приключениям бесстрашного пилота достаточно низкую оценку 3/10, назвав игру невероятно скучной и медленной, сравнив её с Blazeon на SNES[10].
- На информационном англоязычном веб-сайте Digital Press — Classic Video Games Aerial Assault была оценена также в 3 балла из 10, в том числе: весьма высокие 8/10 за графику, 5/10 за музыку и звук и 3/10 за игровой процесс. Как и в большинстве других рецензий, в минусы игре были поставлены однообразный геймплей, скучный и неинтересный сюжет и плохие звуковые эффекты. При этом музыкальное оформление и графика, по мнению рецензента, достаточно неплохи[11].
- Откровенно низкую оценку — 25/100, игра получила на веб-сайте Defunct Games, посвящённом как классическим, так и современным видеоиграм. По мнению рецензента сайта, самым большим и непростительным недостатком игры является её медлительность, из-за которой ни неплохая графика, ни разнообразие оружия и приличная музыка не делают игру привлекательной даже для ценителей жанра[12].

## Создатели
Музыку к Aerial Assault написал японский композитор видеоигр Идзухо Такэути (англ. Izuho Takeuchi), создатель музыкального сопровождения к таким известным играм компании Sega, как: ролевые игры Ys: The Vanished Omens (1988, SEGA Master System), Phantasy Star III: Generations of Doom (1990, Sega Mega Drive) и Phantasy Star IV (1993, Sega Mega Drive) и знаменитый платформер Sonic the Hedgehog 2 (1992, Sega Mega Drive).
В роли главного программиста выступил Т. Хагивара (англ. T. Hagiwara), работавший над созданием игр Dynamite Duke (1989, Sega Mega Drive и SEGA Master System), Granada (1990, Sega Mega Drive), Putt & Putter (1991, Game Gear и SEGA Master System), The Flintstones: The Treasure of Sierra Madrock (1994, SNES) и The Flintstones: The Surprise at Dinosaur Peak! (1994, NES).

## Прочие факты
- Судя по изображению на упаковке Aerial Assault для Sega Master System, самолёт-истребитель в игре является американским F-15C Eagle[16].